# Heiligenhafen
Heiligenhafen (phát âm tiếng Đức: [haɪlɪɡənˈhaːfən]) là một thị trấn thuộc huyện Ostholstein, bang Schleswig-Holstein, Đức.

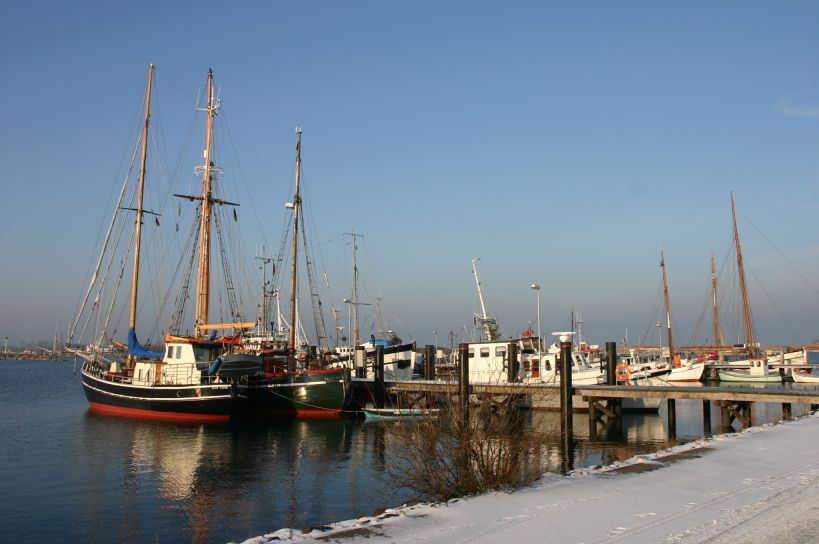
Port

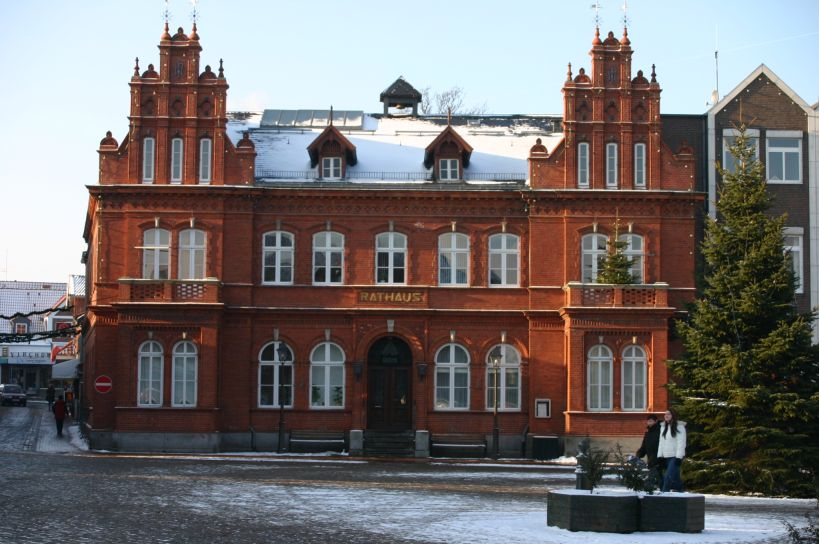
Town hall